# Proctorenyxidae
Proctorenyxidae (лат.) — семейство проктотрупоидных наездников (Proctotrupoidea). 2 вида (Дальний Восток России и Китай). Длина 10-14 мм. Крупнейшие представители надсемейства Proctotrupoidea, обычно имеющих размеры менее 5 мм. Усики самцов состоят из 15 члеников. Нижнечелюстные щупики состоят из 4 члеников, а нижнегубные — из 3. Брюшко с вытянутым петиолем (он в 3,5 раза длиннее своей ширины). Лапки 5-члениковые. Формула шпор голеней: 1-2-2. Вертлуги ног 2-члениковые. Окраска чёрная, ноги и усики светлее (красновато-коричневые). Первоначальное название семейства Renyxidae Kozlov, 1994 было заменено на Proctorenyxidae Lelej et Kozlov, 1999, так как имя типового рода Renyxa Kozlov, 1999 оказалось преоккупировано одноимённым родом ленточных червей-цестод Renyxa Kurochkin & Slankis, 1973 (Cestoda). Описанный в 1997 году вид Hsiufuropronia chaoi Yang, 1997 (назван в честь профессора Prof. Chao Hsiufu) первоначально был включен в состав семейства Roproniidae.
- Proctorenyxa Lelej & Kozlov, 1999 (= Renyxa Kozlov, 1994)
  - Proctorenyxa incredibilis Kozlov, 1994 — Приморский край, Хабаровский край[2][3].
- Hsiufuropronia Yang, 1997[4]
  - Hsiufuropronia chaoi Yang, 1997 — Китай[5]